# 1 Dywizja Pancerna (PSZ)
1 Dywizja Pancerna (1 DPanc., ang. 1st Polish Armoured Division, tzw. Czarne Diabły) – wielka jednostka pancerna Polskich Sił Zbrojnych w czasie II wojny światowej (1942–1947).

## Historia

### Szkocja
1 Dywizja Pancerna została sformowana na podstawie rozkazu Naczelnego Wodza, gen. broni Władysława Sikorskiego wydanego w dniu 25 lutego 1942 roku, na bazie jednostek wydzielonych ze składu I Korpusu Polskiego w Wielkiej Brytanii:
- 10 Brygady Kawalerii Pancernej,
- 16 Brygady Czołgów,
- dywizjonu rozpoznawczego Korpusu,
- 1 batalionu ciężkich karabinów maszynowych Korpusu,
- batalionu saperów Korpusu.

W początkowym okresie jednostki dywizji uczestniczyły w osłanianiu ok. dwustukilometrowego odcinka wschodniego wybrzeża Szkocji przed ewentualnym desantem Wehrmachtu. Okres ten zakończył się udanymi manewrami w północnej Anglii. Stan liczebny 1 Dywizji Pancernej wynosił wówczas: 885 oficerów, 15210 podoficerów i żołnierzy, 381 czołgów, 473 działa i 5060 pojazdów mechanicznych różnego przeznaczenia. 1 i 2 pułk czołgów oraz 24 pułk ułanów wyposażone były w czołgi typu M4 Sherman; 10 pułk strzelców konnych miał na stanie maszyny Mk VIII Cromwell, natomiast 10 pułk dragonów był oddziałem piechoty zmotoryzowanej na wozach bojowych typu Carrier.

### Normandia
Pod koniec lipca 1944 dywizja została przerzucona do Normandii w kilku etapach, ostatnie elementy zostały wyładowane 1 sierpnia. Jednostka schodziła na brzeg w Courseulles-sur-Mer w rejonie plaży Juno. Do akcji weszła 8 sierpnia 1944 w składzie 1 Armii Kanadyjskiej podczas operacji Totalize. Wspólnie z 4 Kanadyjską Dywizją Pancerną rozpoczęła natarcie wzdłuż drogi Caen–Falaise w celu okrążenia sił 7 Armii niemieckiej. Operacja ta zakończyła się jednak niepowodzeniem.

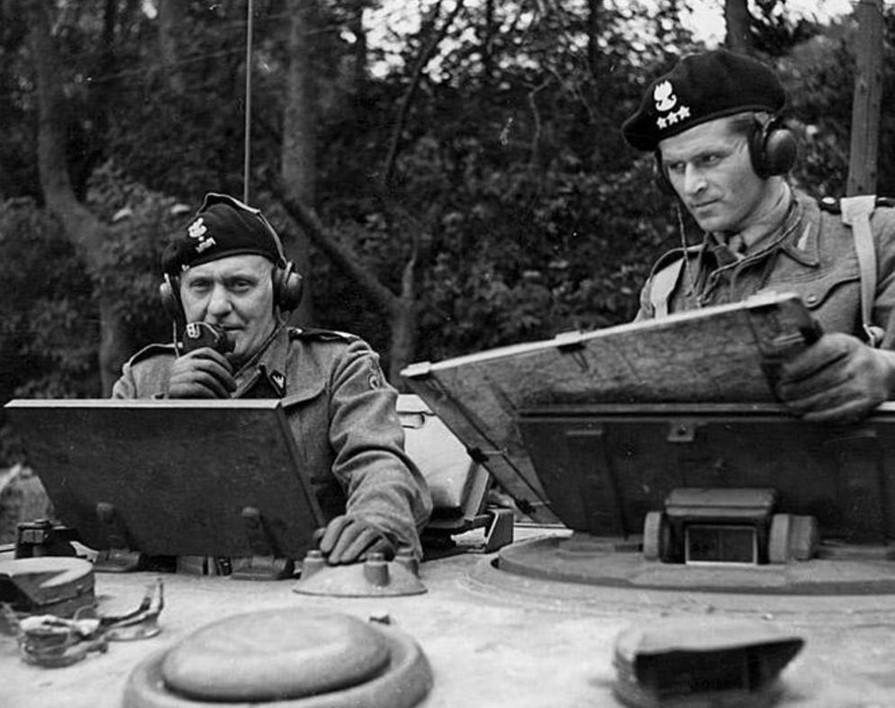
Stanisław Maczek podczas dowodzenia dywizją, 1944

14 sierpnia dywizja wzięła udział w operacji Tractable, która miała spowodować okrążenie dwóch niemieckich armii w kotle w okolicach Falaise. Dowodzący atakiem generał Guy Simonds planował błyskawiczne zdobycie Falaise jeszcze pierwszego dnia operacji. Ofensywa przekształciła się jednak w powolne i uciążliwe natarcie. Niemcy posiadali w tym rejonie znaczne siły i głębokie rubieże obronne. Przez 4 dni trwały zaciekłe walki o przejście na rzece Dives. W końcu 10 pułk strzelców konnych i 1 pułk pancerny je zdobyły. Następnie Maczek podzielił siły dywizji na dwa zgrupowania, od nazwisk dowódców zwane zgrupowaniami Stefanowicza i Zgorzelskiego i pchnął je w zaistniały wyłom na tyły Niemców. Strategiczny węzeł drogowy w Chambois wspólnie z amerykańskim batalionem z 90 Dywizji Piechoty zdobyło zgrupowanie Zgorzelskiego (w jego składzie: 10 pułk dragonów i 24 pułk ułanów), a na wzgórzu Mont Ormel zwanym „Maczugą” ulokowały się zgrupowanie Stefanowicza (1 pułk pancerny, batalion strzelców podhalańskich), wzmocnione później przez grupę Koszutskiego (2 pułk pancerny, 8 batalion strzelców) i 9 batalion strzelców.

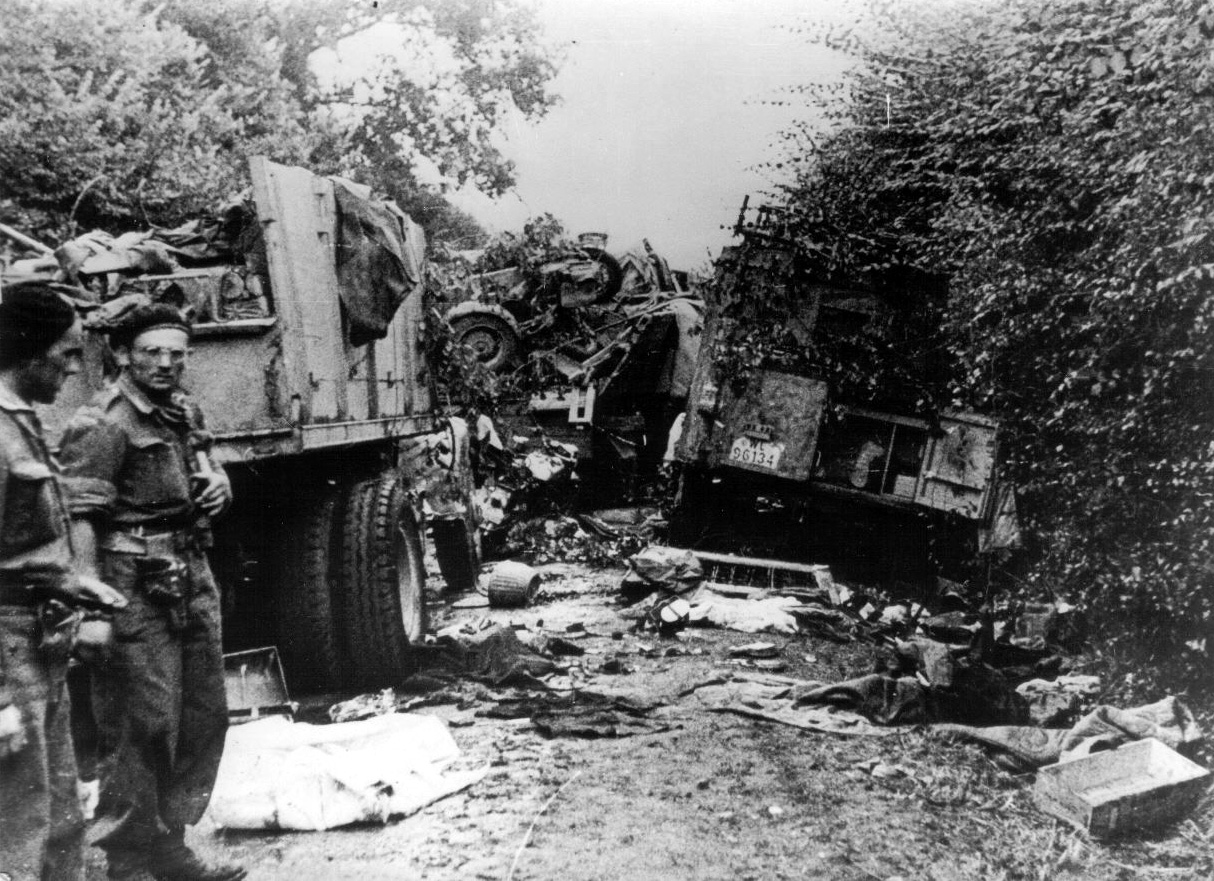
Niemiecka kolumna zniszczona przez Polaków na Mont Ormel

Niemieckie kontrnatarcie na pozycje 1 Dywizji, które miało rozerwać pierścień okrążenia, rozpoczęło się w nocy z 19 na 20 sierpnia. Przez następne dwa dni dywizja toczyła zażarte walki o wzgórza Mont Ormel oraz miasteczko Chambois. Niemcy atakowali z trzech stron: z zachodu przez 7 Armię i od wschodu i północy przez II Korpus Pancerny SS. Polskie oddziały zostały okrążone, a ich zaopatrywanie mogło odbywać się tylko z powietrza. Natarcia niemieckie uderzały falami i powoli wyczerpywały siły dywizji. W południe 21 sierpnia okrążonym polskim jednostkom na Mont Ormel przybyła z odsieczą 4 Kanadyjska Dywizja Pancerna. W tej sytuacji siły niemieckie nie miały już szans na wydostanie się z okrążenia. Po udanej akcji generał Montgomery powiedział: Niemcy byli jakby w butelce, a polska dywizja była korkiem, którym ich w niej zamknęliśmy. Boje te znane są w polskiej historiografii jako bitwa pod Falaise.

### Belgia i Holandia

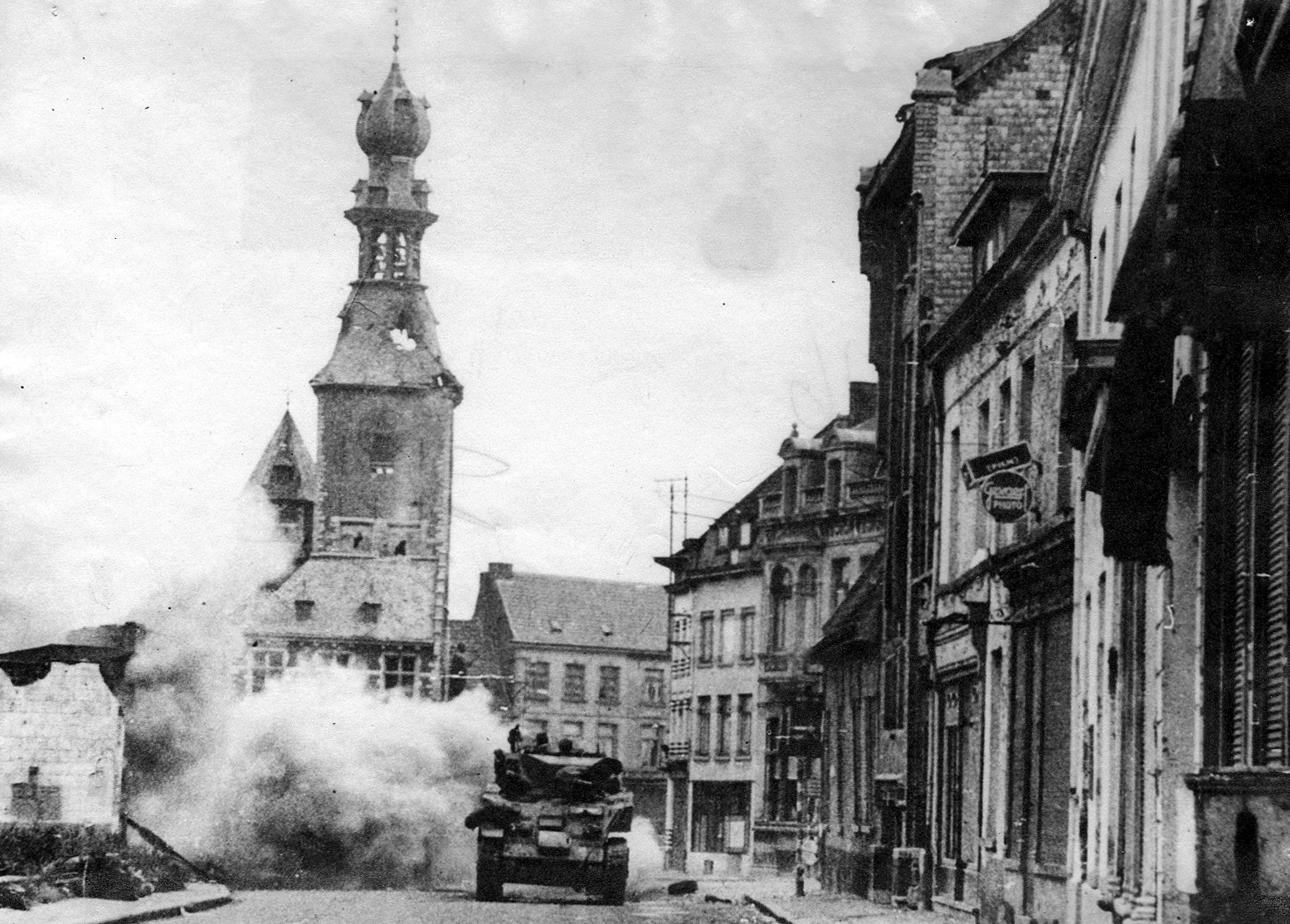
Walki uliczne w Tielt

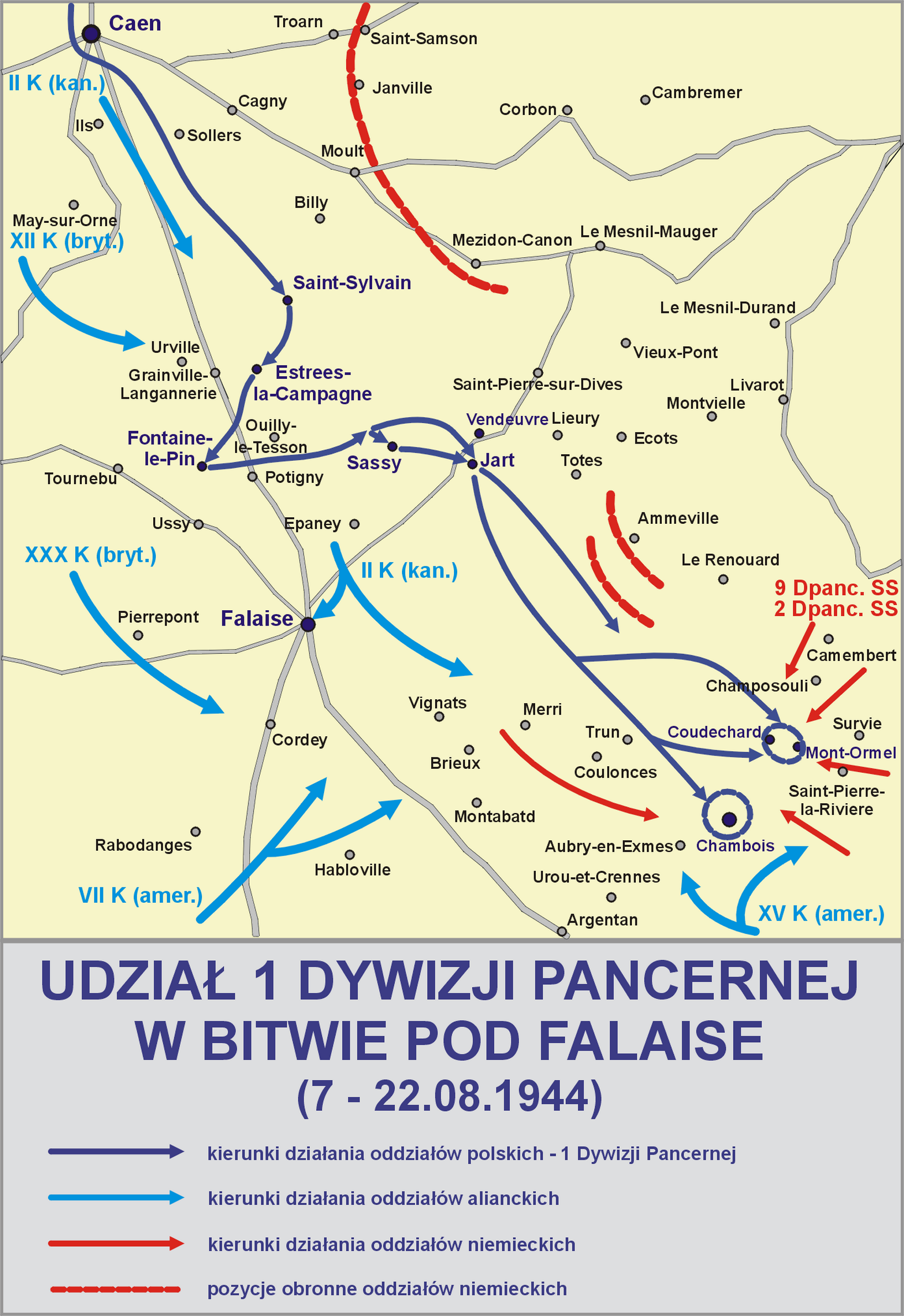
Bitwa pod Falaise

Po bitwie pod Falaise Niemcy zostali zmuszeni do odwrotu, aż po brzeg Skaldy. Wojska alianckie przeszły do pościgu, a do nich 29 sierpnia dołączyła 1 Dywizja Pancerna. Jako samodzielna kolumna rozpoczęła pościg. W ciągu 9 dni pokonała odległość 400 km, staczając liczne walki z cofającym się nieprzyjacielem i opanowując kolejne miasta. 1 września przekroczyła Sekwanę, a następnego dnia dotarła do Sommy. 4 września zajęła Hesdin, po czym 5 września wieczorem zatrzymała się na kanale Neuf-Fossé.
6 września wkroczyła do Belgii, gdzie 10 pułk strzelców konnych rozbił jedną z niemieckich dywizji piechoty, a 3 Brygada Strzelców zdobyła miasto Ypres. 8 września, po okrążeniu i z pomocą ruchu oporu odbito Tielt. W tym samym czasie atakowano Ruiselede, w którym Niemcy bronili się bardzo zaciekle, a walki przedłużały się. W tej sytuacji Stanisław Maczek skierował tam dodatkowe siły. Niemcy po ciężkich stratach zostali zmuszeni do wycofania się. Następnie oddział pod dowództwem podpułkownika Koszutskiego wyruszył z zadaniem opanowania przeprawy na Kanale Gandawskim. LXVII korpus okazał się jednak zbyt silny i polska dywizja została zatrzymana. Wprawdzie Batalion Strzelców Podhalańskich zdołał sforsować pierwszą odnogę kanału ale ze względu na duże straty Podhalańczycy musieli się wycofać. W okresie od 30 sierpnia do 9 września dywizja straciła 57 zabitych i 107 rannych; jedynym źródłem uzupełnień byli już wówczas jeńcy narodowości polskiej z Wehrmachtu, przekazywani na front po weryfikacji i szkoleniu w Wielkiej Brytanii.

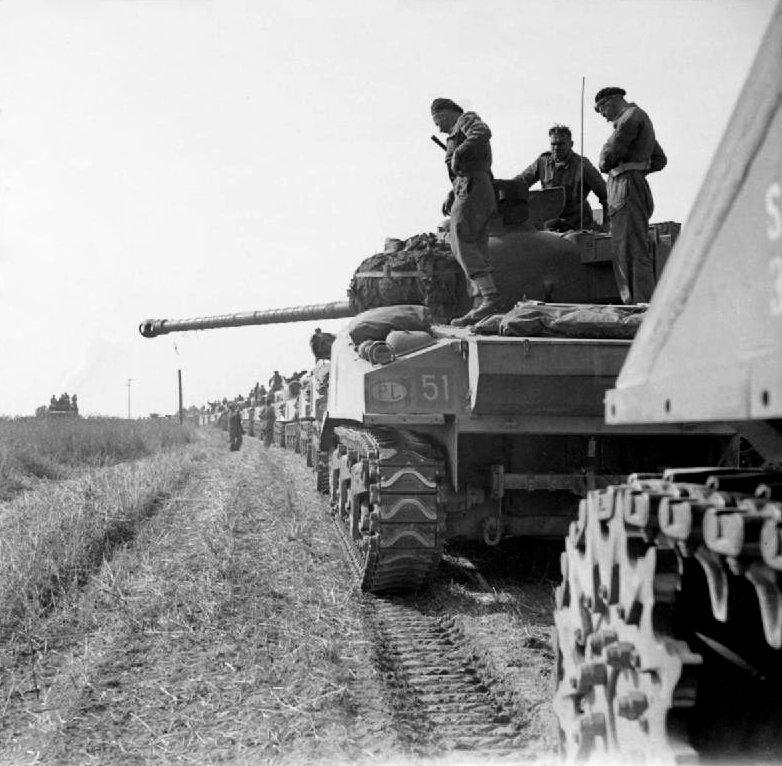
Czołgi 1 Dywizji Pancernej z oznaczeniem PL w Normandii w 1944.

10 września dowódca Korpusu Kanadyjskiego nakazał przerwanie forsowania kanału i skierował 1 Dywizję Pancerną w rejon Gandawy. Południowa część miasta była już w tym czasie opanowana przez jednostki brytyjskiej 2 Armii, natomiast północną wciąż okupowali Niemcy. Miasto znajdywało się pod ciężkim ogniem artylerii niemieckiej. Do Gandawy wkroczyła 3 Brygada Strzelców, owacyjnie witana przez mieszkańców i wraz z belgijskim ruchem oporu zaatakowano północną część miasta. Walki toczyły się kilka dni i dopiero 17 września Niemcy zaprzestali ostrzału.

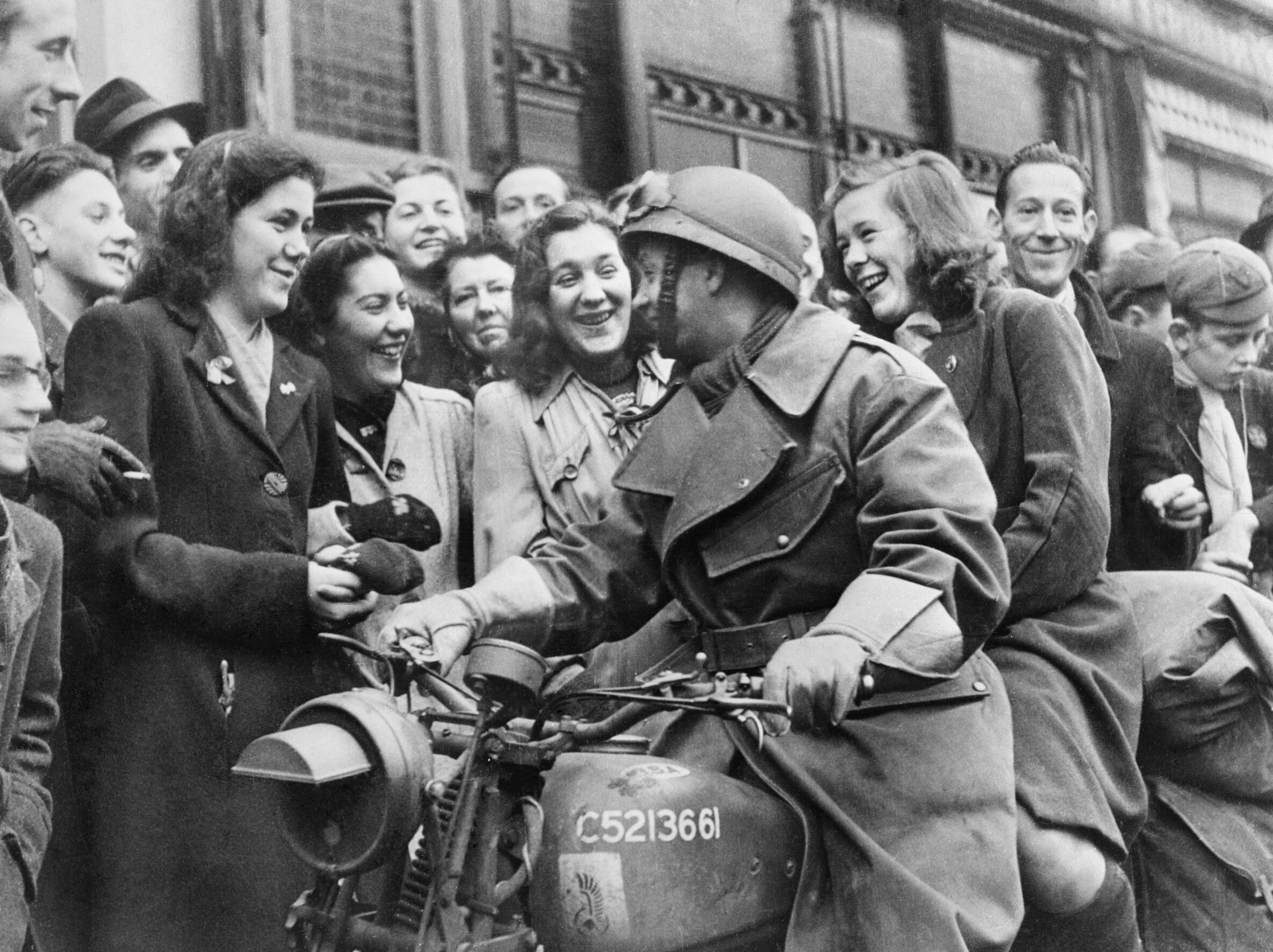
Żołnierz z 1 Dywizji Pancernej w hełmie HSAT witany owacyjnie w Bredzie w 1944 roku po jej wyzwoleniu

W tym samym czasie 10 Brygada Kawalerii Pancernej przeszła do rejonu na wschód od Gandawy i opanowała szereg miast, biorąc do niewoli około 170 żołnierzy niemieckich. Silna obrona Kanału Gandawskiego zmusiła dowództwo 1 Armii Kanadyjskiej do zmiany kierunku działań. 15 września II Korpus Kanadyjski z wchodzącą w jego skład 1 Dywizją Pancerną uderzyły w kierunku ujścia Skaldy. Po drodze był port Terneuzen, jednak żeby go zdobyć trzeba było zaatakować dwa miasta położone w pobliżu. Miejscowość Axel położona była na wzgórzu i stanowiła naturalny bastion obrony. Natarcie rozpoczęło się 16 września i trwało kilka dni. 19 września udało się opanować oba miasta a generał Maczek rozpoczął reorganizację oddziałów 1 Dywizji Pancernej.
27 października Polacy otrzymali rozkaz ataku na ważny węzeł drogowy i stolicę Brabancji – Bredę. 29 października po ciężkich walkach udaje się wyzwolić Bredę bez strat wśród ludności cywilnej oraz w zabudowanie miasta. Uderzenie trwało dwa dni po czym dywizja uderzyła na Moerdijk. Atak rozpoczął się 3 listopada i zakończył się dopiero 9 listopada. Trudny teren uniemożliwiał szybki atak. Artyleria musiała niszczyć niemieckie umocnienia, aby stały się możliwe do przejścia przez czołgi. Zaangażowano wówczas 20 dywizjonów artylerii z 1 Armii Kanadyjskiej, aby pomogły w wyrąbywaniu przejścia. Dopiero po sześciu dniach i silnym ataku 1 Dywizji Niemcy skapitulowali.

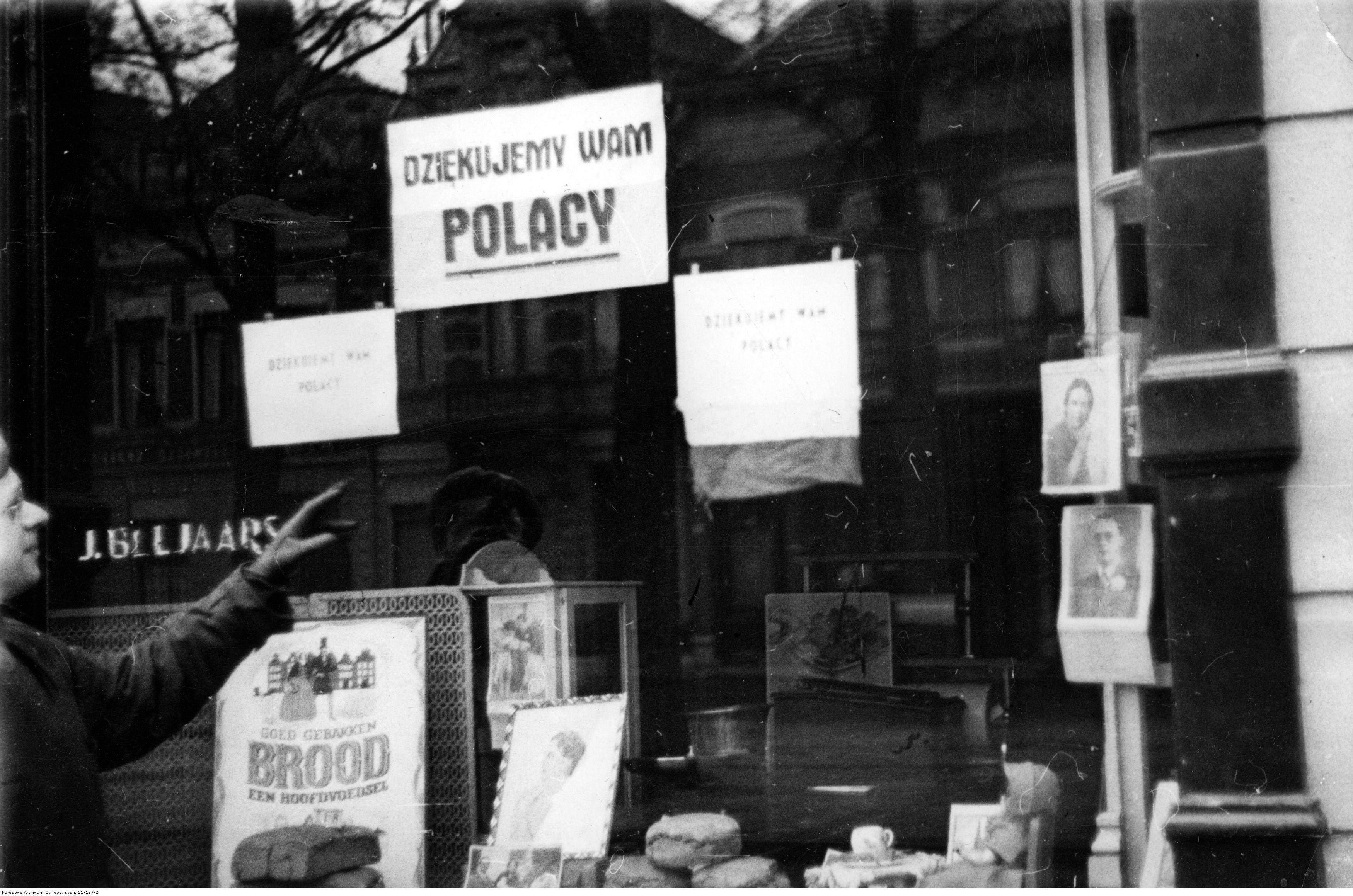
Napisy w języku polskim „Dziękujemy wam Polacy” na witrynie sklepu w holenderskim Moerdijk

Po zdobyciu Moerdijk Polacy przeszli do obrony nad rzeką Mozą i aż do 7 kwietnia 1945 roku prowadzili wypady w celach rozpoznawczych. Czas ten charakteryzował się ciągłymi patrolami, uzupełnianiem sprzętu i personelu oraz nieustającym szkoleniem.

### Niemcy
8 kwietnia ruszyła ostatnia wielka ofensywa aliantów na Zachodzie. 1 Dywizja Pancerna przekroczyła granicę niemiecką pod Goch i uderzyła w kierunku Kanału Nadbrzeżnego (Küstenkanal). Nie udało się sforsować go z marszu i dopiero po silnym wsparciu lotniczym i artyleryjskim udało się przełamać obronę niemiecką. 

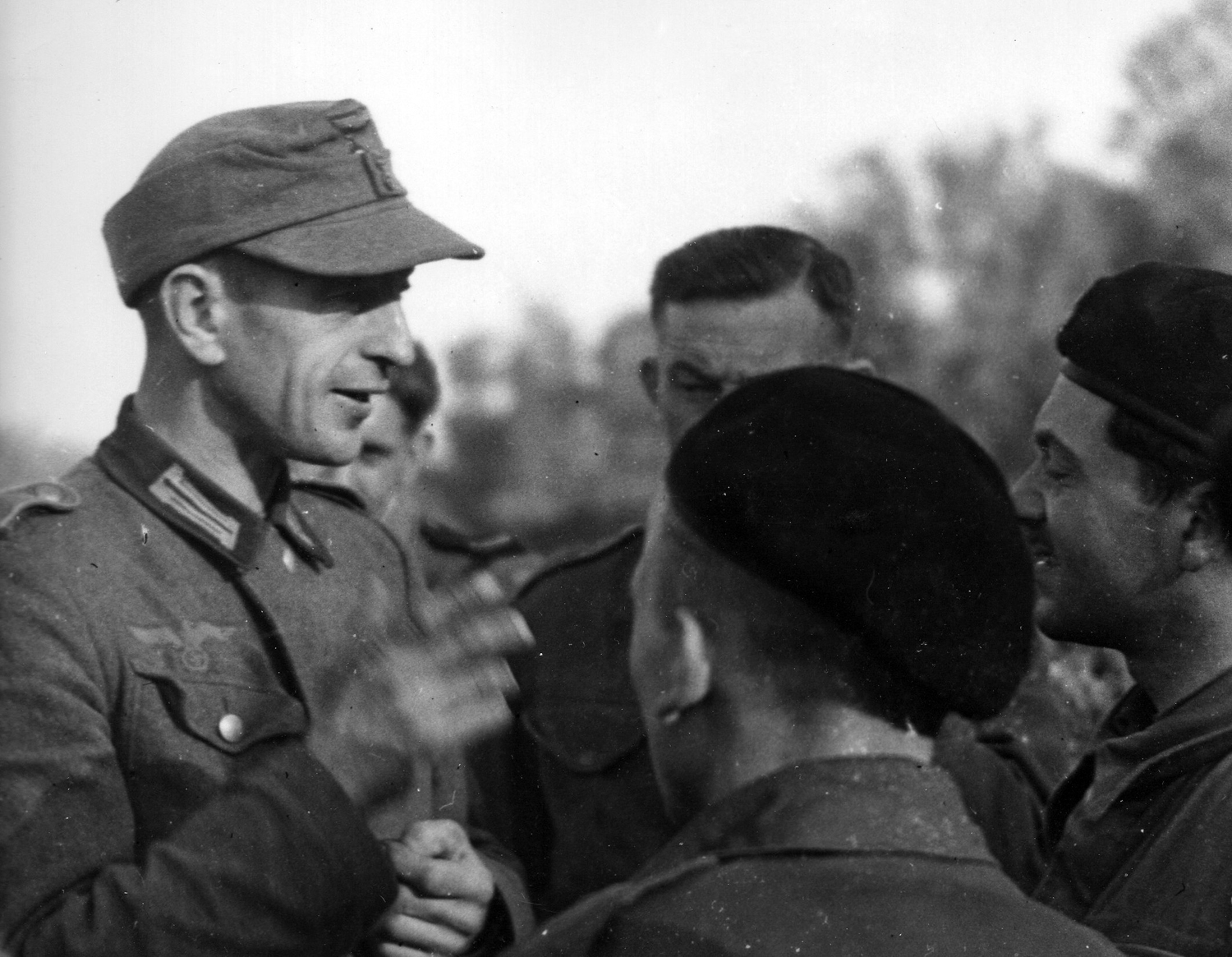
Wcielony siłą do Wehrmachtu Polak rozmawia z żołnierzami gen. Maczka.

2 pułk pancerny miał zaszczyt oswobodzenia obozu jenieckiego dla kobiet-żołnierzy Armii Krajowej w Oberlangen. Były one pierwszymi w historii wojen kobietami-jeńcami. Obóz liczył 1745 osób w tym 9 niemowląt. Podpułkownik Stanisław Koszutski powiedział wtedy: „Żołnierze Armii Krajowej i Towarzysze Broni, to historyczny moment spotkania na ziemi niemieckiej dwóch Polskich Sił Zbrojnych. Dzień 18 kwietnia niech zostanie na zawsze w Waszej Pamięci jako ukoronowanie dążeń i trudów. Niech żyje Polska!”.

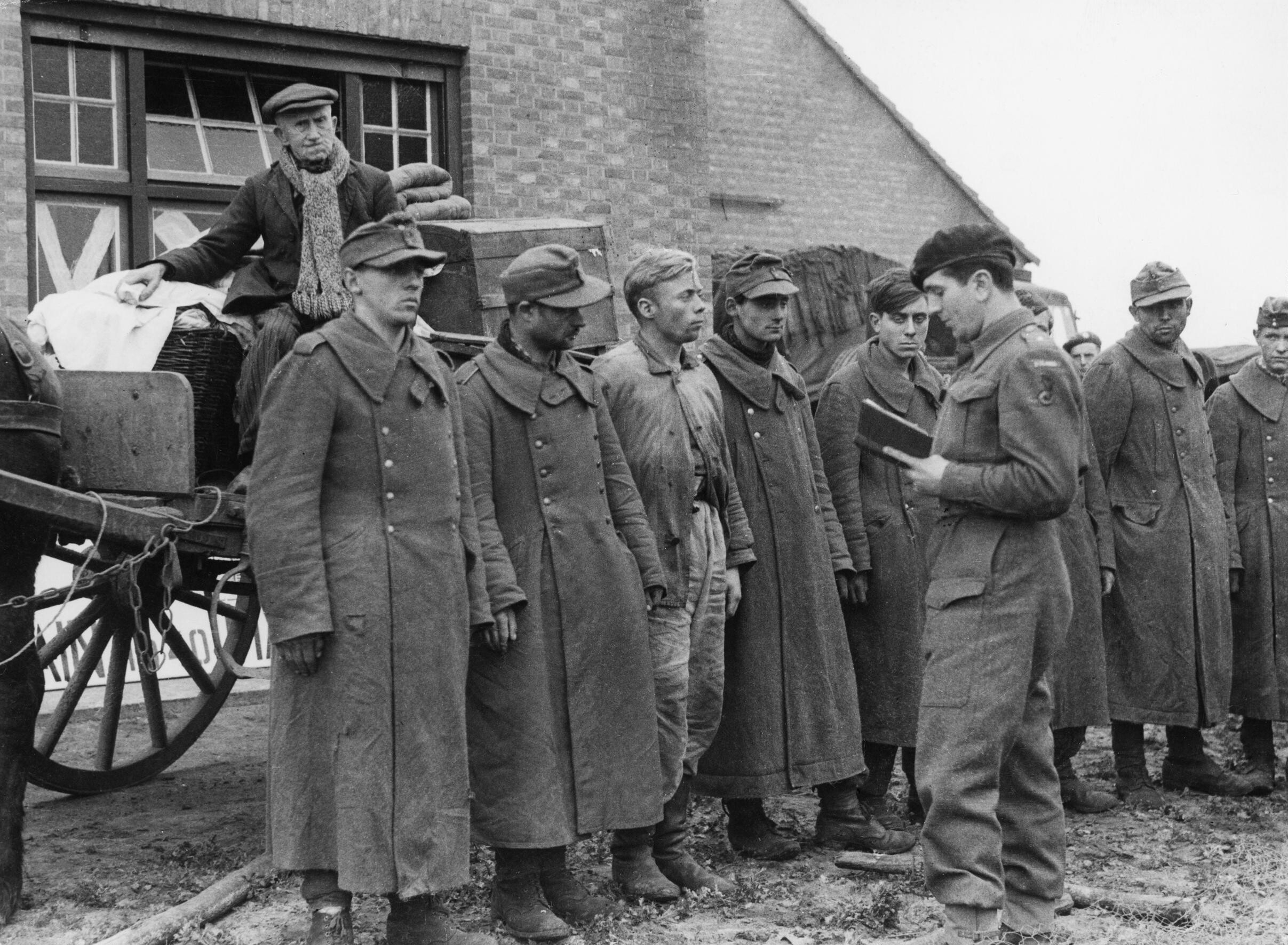
Niemieccy jeńcy wojenni przesłuchiwani przez porucznika 1 Dywizji Pancernej. Zdjęcie wykonano po zdobyciu przez Wojsko Polskie holenderskich miejscowości Alphen i Gilze 27 października 1944 r. Po bitwie pod Tilburgiem i skierowaniu się do Bredy.

Następnym zadaniem dywizji był atak na niemiecką bazę morską w Wilhelmshaven. Siły atakujące składały się z trzech kolumn: 3 Kanadyjskiej Dywizji Piechoty, 1 Polskiej Dywizji Pancernej i 4 Kanadyjskiej Dywizji Pancernej. Natarcie przebiegało w bardzo trudnym terenie Niziny Fryzyjskiej z licznymi depresjami, kanałami, rzekami i zalewami. 
4 maja dywizja dotarła pod zewnętrzny pierścień umocnień miasta i rozpoczęła przygotowania do szturmu. Dzień przed natarciem nadeszła wiadomość o upadku Berlina. W pasie natarcia 21 Grupy Armii Niemcy skapitulowali. 5 maja płk dypl. Antoni Grudziński przyjął kapitulację dowództwa twierdzy, bazy Kriegsmarine, floty „Ostfrisland”, dziesięciu dywizji piechoty i ośmiu pułków piechoty i artylerii. Następnego dnia, ku zdziwieniu oficerów niemieckich, 1 Dywizja rozpoczęła okupowanie miasta i portu, zawieszając nad nim polskie flagi.
W Wilhelmshaven wzięto do niewoli 2 admirałów, 1 generała, 1900 oficerów i 32 000 żołnierzy. Zdobyto 3 krążowniki, 18 okrętów podwodnych, 205 innych jednostek, 94 działa forteczne, 159 dział polowych, 560 ciężkich karabinów maszynowych, 40 000 karabinów, 280 000 pocisków artyleryjskich, 64 miliony sztuk amunicji strzeleckiej, składy min i torped oraz zapasy żywności dla 50 tysięcy ludzi na 3 miesiące.
Przez następne dwa lata Polacy, pod dowództwem generała Klemensa Rudnickiego, pełnili zadania okupacyjne na terenie północno-zachodnich Niemiec. W czerwcu 1947 roku 1 Dywizja została przerzucona do Anglii, gdzie nastąpiła jej demobilizacja i rozbrojenie.

## Obsada personalna 1 DPanc.
Dowódcy dywizji:

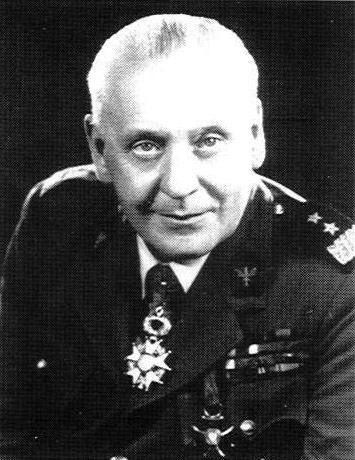
gen. Stanisław Maczek

- gen. bryg. Stanisław Maczek (25 II 1942 – 20 V 1945)
- gen. bryg. Klemens Rudnicki (20 V 1945 – 10 VI 1947)

Zastępcy dowódcy dywizji:
- płk dypl. Leon Mitkiewicz (26 VI 1942 – 22 I 1943)
- płk dypl. Kazimierz Glabisz (I – XI 1943)
- płk dypl. Kazimierz Dworak (XI 1943 – 1 II 1945)
- wakat (II – X 1945)
- płk dypl. Tadeusz Majewski (24 X 1945 – 10 VI 1946)
- płk dypl. Bronisław Noël (do 10 VI 1947)

Dowódcy artylerii dywizyjnej:
- płk dypl. Bronisław Noël (X 1943 - 1 II 1946)
- płk art. Karol Maresch (do 10 VI 1947)

Szefowie sztabu dywizji:
- ppłk/płk dypl. Bronisław Noël (9 VI 1942 - 9 I 1943)
- płk dypl. Jerzy Levittoux (10 I 1943 - † 19 VII 1944)
- mjr/ppłk dypl. Ludwik Antoni Stankiewicz (19 VII 1944 - 27 IX 1945)
- ppłk dypl. Zbigniew Dudziński (do 1 VII 1946)
- ppłk dypl. Ludwik Antoni Stankiewicz (do 10 VI 1947)

Komendanci Obozu Uzupełnień 1 DPanc.
- ppłk Stanisław Kowalski (do 1 VIII 1944[7])
- ppłk Jerzy Deskur (od 6 VIII 1944[7])

zastępca komendanta Obozu Uzupełnień 1 DPanc.
- mjr Antoni Tomaszewski[7]

Inni:
- ppłk dypl. Kajetan Czarkowski-Golejewski (oficer sztabu)
- mjr kaw. Adam Łubkowski (dowódca plutonu prasowo-oświatowego)
- mjr żand. Rudolf Klemens – szef żandarmerii (21 X 1942–12 III 1944)
- mjr dypl. art. Aleksander Sulewski (I oficer sztabu dowódcy artylerii dywizyjnej)
- rtm. Kamil Czarnecki (oficer operacyjny)
- ks. Roman Mazierski (kapelan wyznania ewangelicko-reformowanego)
- Eryk Rosin (oficer ds. sanitarnych)

## Struktura organizacyjna dywizji

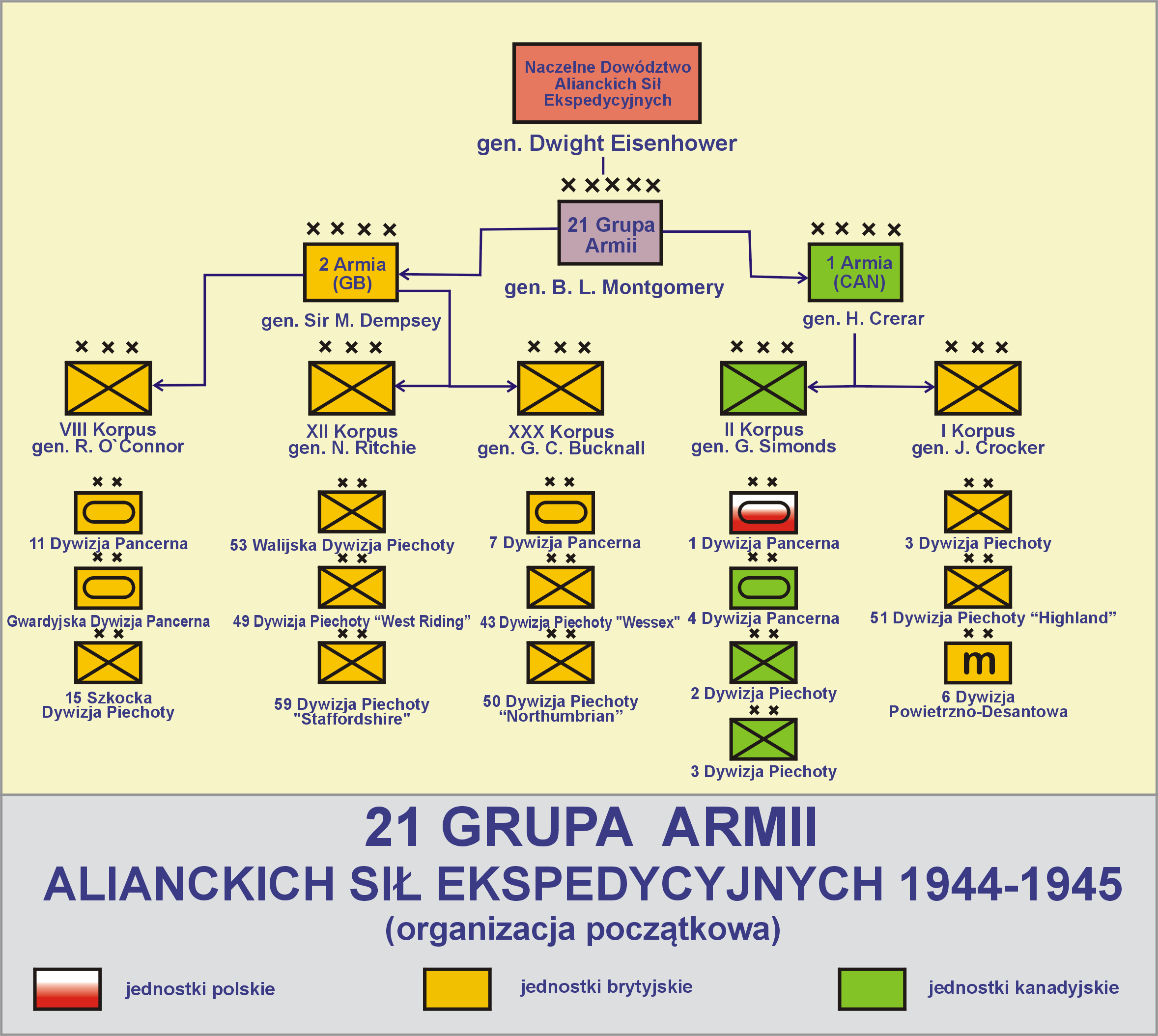

### Kwatera Główna 1 Dywizji Pancernej (Divisional Headquarters)
- Szwadron Sztabowy
- Brytyjska Misja Łącznikowa

### 10 Brygada Kawalerii Pancernej(10th Polish Armoured Cavalry Brigade)
- Kwatera Główna 10 Brygady Kawalerii Pancernej (Brigade Headquarters)
- szwadron dowodzenia
- 24 pułk ułanów (24th Polish Lancer Regiment)
- 1 pułk pancerny (1st Polish Armoured Regiment)
- 2 pułk pancerny (2nd Polish Armoured Regiment)
- 10 pułk dragonów (10th Polish Dragoon Regiment – Motor Battalion)

### 3 Brygada Strzelców(3rd Polish Infantry Brigade)
- Kwatera Główna 3 Brygady Strzelców (Brigade Headquarters)
- kompania dowodzenia
- batalion strzelców podhalańskich (Polish (Podhalian Highland) Light Infantry Battalion)
- 8 batalion strzelców (8th Polish Light Infantry Battalion)
- 9 batalion strzelców flandryjskich (9th Polish Light Infantry Battalion)
- 1 samodzielny szwadron CKM (1st Polish Machinegun Company)

### Artyleria 1 DPanc
- Kwatera Główna Artylerii Dywizyjnej (Headquarters Armoured Divisional Artillery)
- Bateria Dowodzenia
- 1 pułk artylerii motorowej (1st Polish Field Artillery Regiment)
- 2 pułk artylerii motorowej (2nd Polish Field Artillery Regiment)
- 1 pułk artylerii przeciwlotniczej lekkiej (1st Polish Light Antiaircraft Regiment)
- 1 pułk artylerii przeciwpancernej (1st Polish Antitank Regiment)

### Jednostki dywizyjne
- 1 batalion saperów (1st Polish Engineer Battalion)
  - 10 kompania saperów
  - 11 kompania saperów
  - 1 kompania parkowa saperów
  - pluton mostowy
- 1 batalion łączności
  - szwadron dowodzenia łączności
  - 1 szwadron łączności
  - 2 szwadron łączności
  - 3 szwadron łączności
  - 10 szwadron łączności
- Oddziały Zaopatrywania
  - 11 kompania zaopatrywania (zaopatrywania w żywność)
  - 10 kompania zaopatrywania (zaopatrywania w amunicję)
  - 3 kompania zaopatrywania (zaopatrywania w materiały pędne)
  - kompania przewozowa piechoty
- Oddziały Warsztatowe (do VIII.1944 r. – Oddziały Techniczne)
  - Kompania Warsztatowa Brygady Pancernej (do 1 XI 1943 r. – 10 Kompania Warsztatowa)
  - Kompania Warsztatowa Brygady Strzelców (do 1 XI 1943 r. – 16 Kompania Warsztatowa)
- Oddziały Sanitarne
  - 10 Lekka Kompania Sanitarna
  - 11 Kompania Sanitarna
  - 1 Polowa Stacja Opatrunkowa
  - 1 Pluton Higieny
- Służba materiałowa
  - 1 Park Materiałowy
- Pułk rozpoznawczy dywizji
  - 10 Pułk Strzelców Konnych (10th Polish Mounted Rifle Regiment – Armoured Reconnaissance Regiment)
- Żandarmeria
  - Szwadron Regulacji Ruchu (do 3 stycznia 1945 r.)
  - 8 Szwadron Żandarmerii (od 3 stycznia 1945 r.)
  - 2 Samodzielny Pluton Żandarmerii
  - 3 Samodzielny Pluton Żandarmerii
  - 6 Samodzielny Pluton Żandarmerii
- Drużyna Wywiadu Obronnego
- 8 Sąd Polowy
- Pluton Opieki nad Żołnierzem
- Kasa Polowa
- Poczta Polowa
- 1 Szwadron Czołgów Zapasowych
- Obóz Uzupełnień 1 DPanc.

## Symbole dywizji
Odznaka specjalna

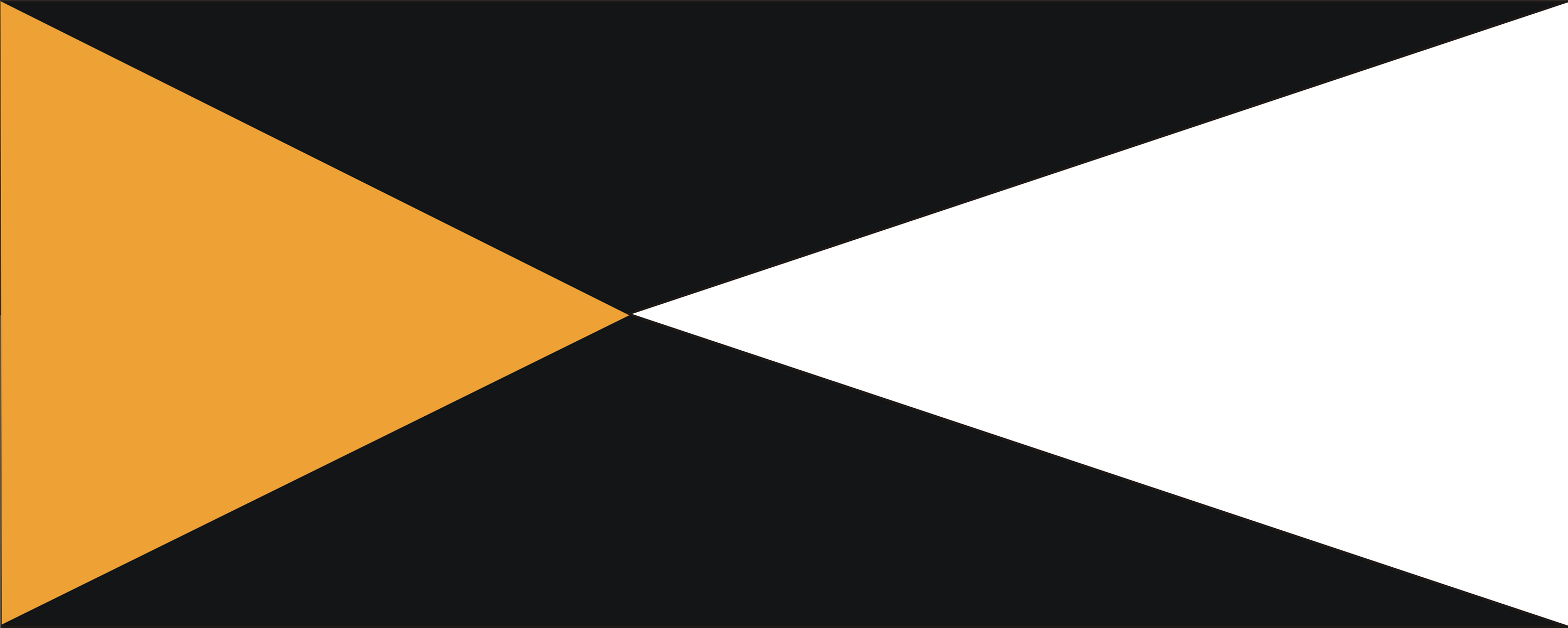
Proporczyk szwadronu sztabowego

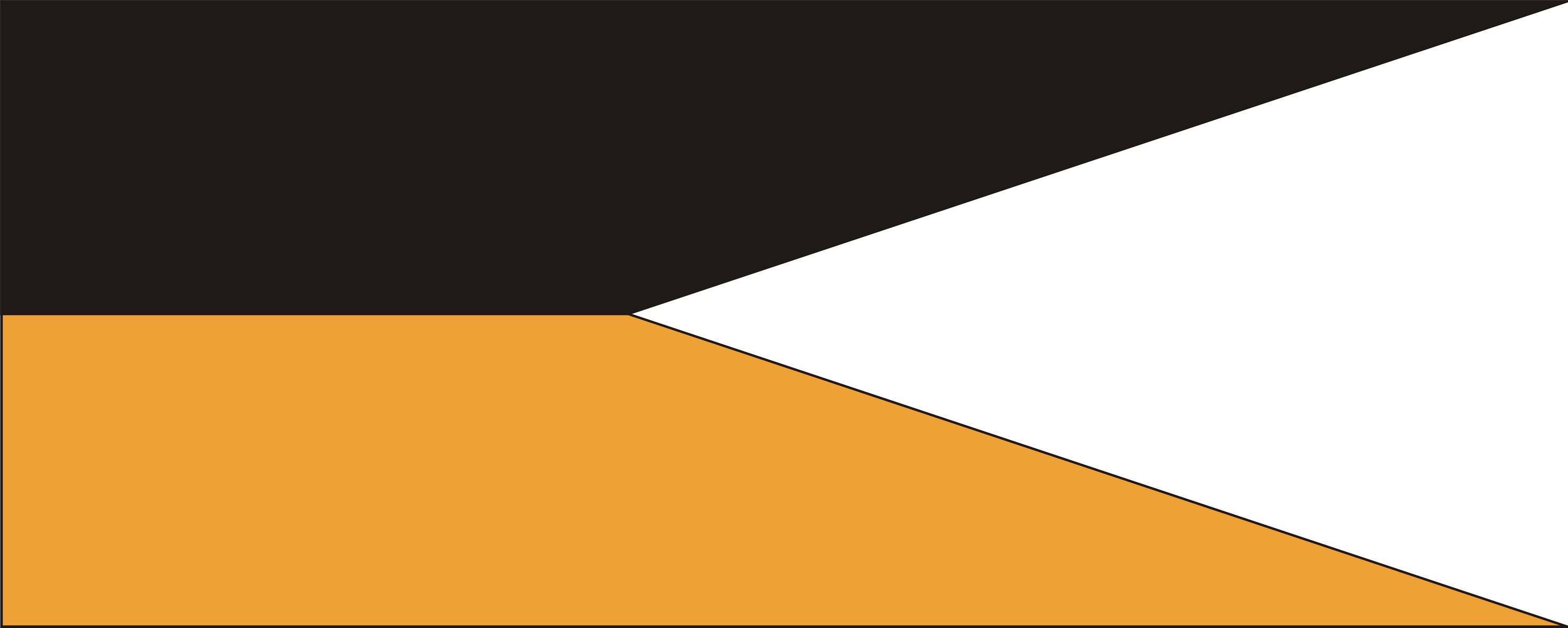
Proporczyk oficerów broni pancernej

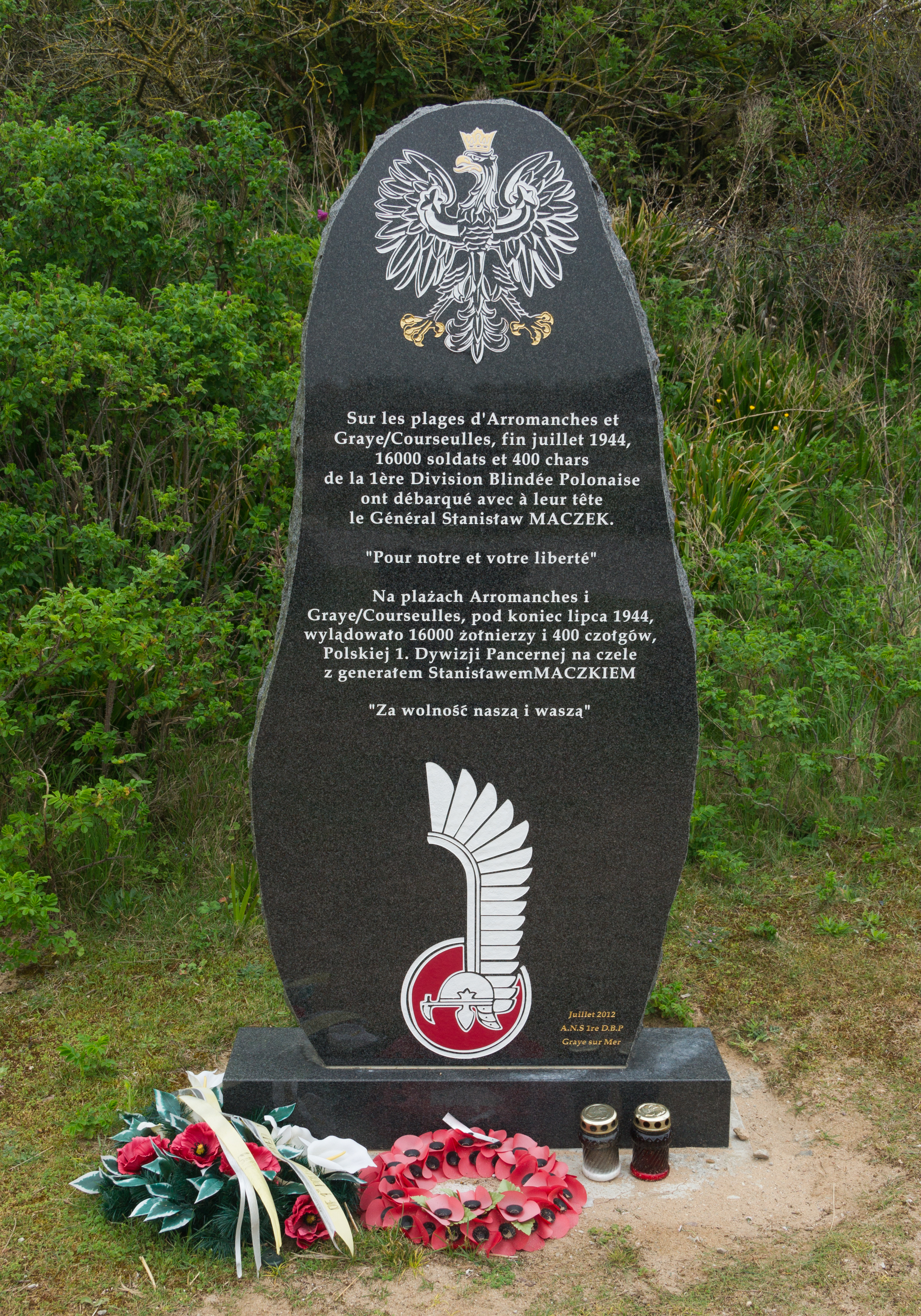
Pomnik w miejscu lądowania dywizji w Courseulles-sur-Mer w Normandii

Nadana 10 Brygadzie przez Naczelnego Wodza rozkazem z 31 marca 1941 roku.

"10 Brygadzie Kawalerii Pancernej przyznaję przywilej noszenia czarnego naramiennika na lewym ramieniu kurtki i płaszcza, jako tradycję czarnych kurtek skórzanych, wskutek których wróg przezwał brygadę »Schwarze Brigade«"

Naramiennik nosili wszyscy żołnierze mający przydział do 10 Brygady Kawalerii Pancernej. Żołnierze przeniesieni z 10 Brygady Kawalerii Pancernej do sztabów, komend itp. zatrzymywali prawo noszenia czarnego naramiennika.
15 lutego 1945 roku prawo noszenia czarnych naramienników uzyskały wszystkie oddziały wchodzące organizacyjnie w skład 1 Dywizji Pancernej.
Proporczyk
Oficerowie broni pancernej sztabu 1 Dywizji Pancernej nosili czarno-pomarańczowe proporczyki kroju kawaleryjskiego; szwadron sztabowy – proporczyki kroju kawaleryjskiego czarne z pomarańczowym trójkątem.

## Groby żołnierzy

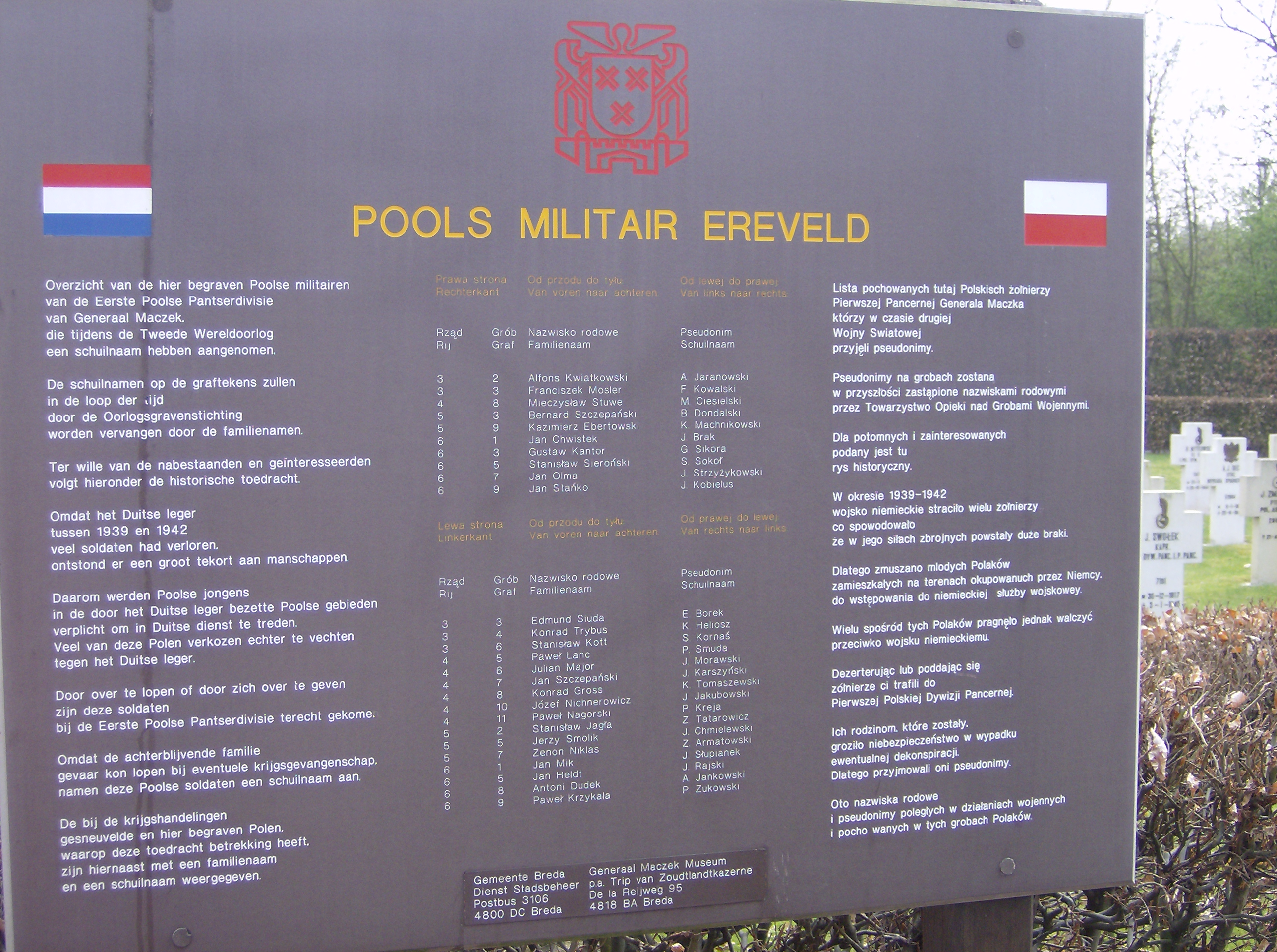
Tablica upamiętniająca polskich żołnierzy na cmentarzu w Bredzie
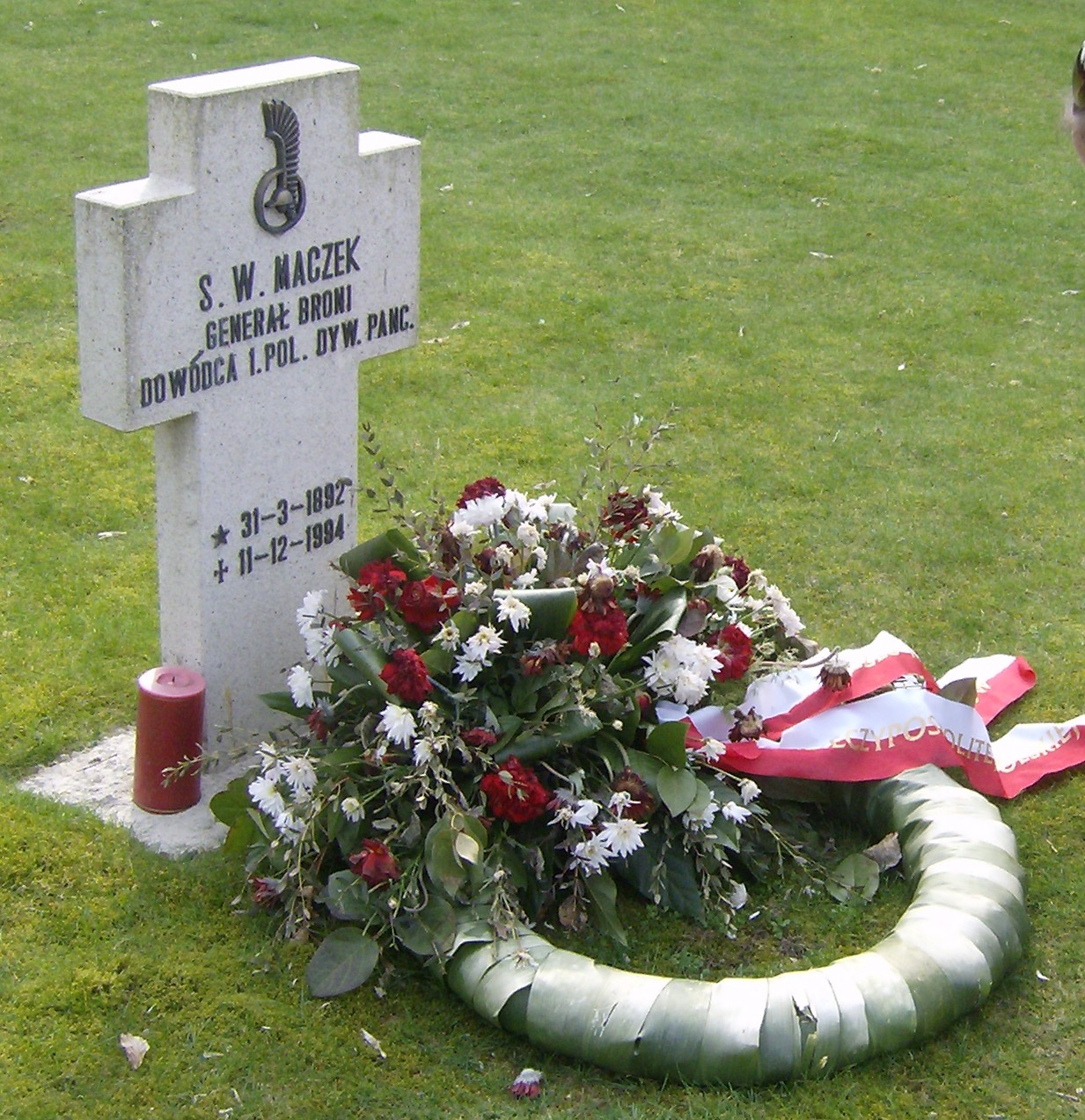
Grób gen, Maczka na cmentarzu w Bredzie
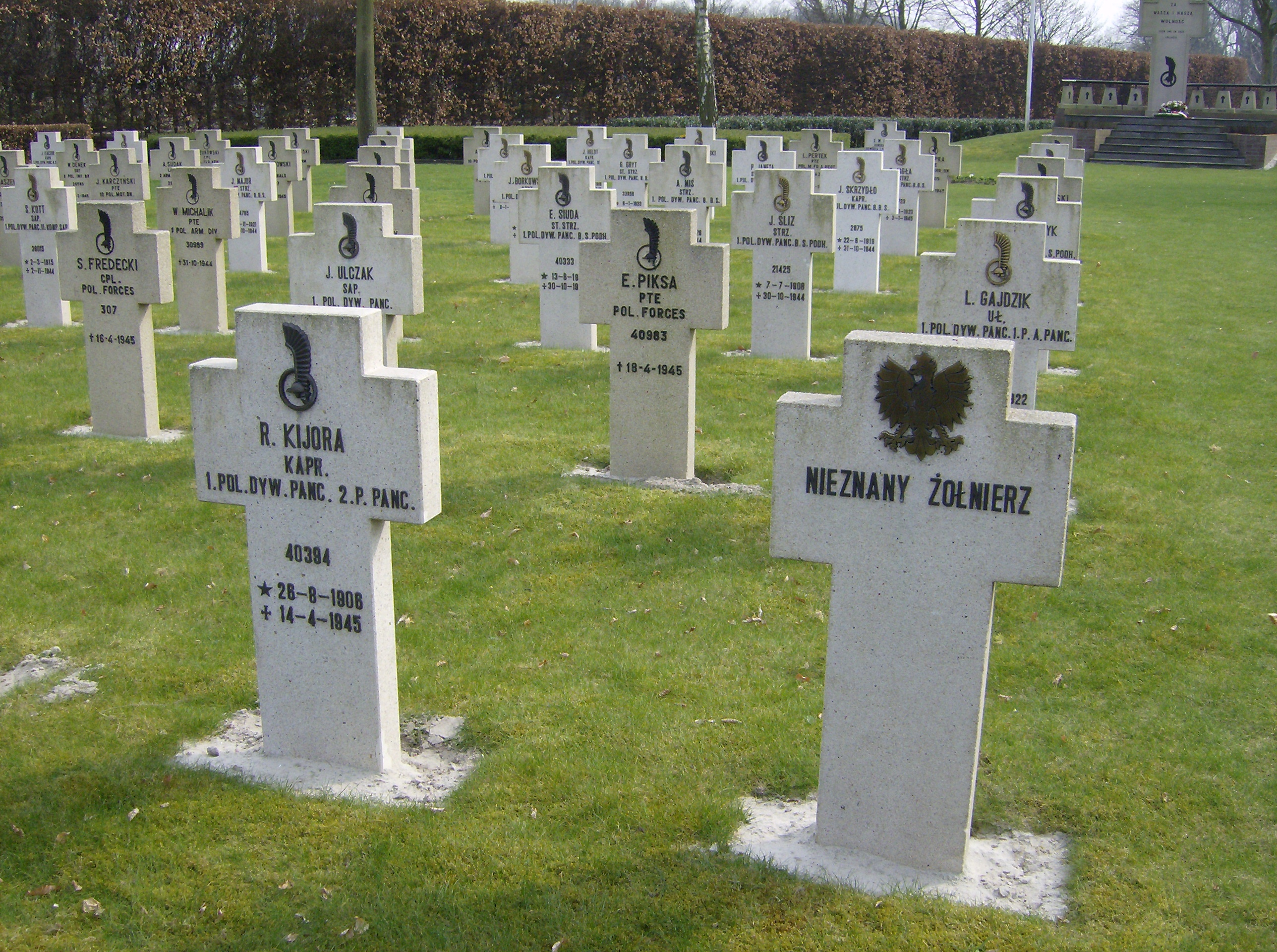
Groby polskich żołnierzy na cmentarzu w Bredzie

Większość żołnierzy dywizji poległych w Normandii została pochowana na Polskim Cmentarzu Wojennym w Grainville-Langannerie, a z kampanii holenderskiej na Polskim Cmentarzu Wojskowym w Bredzie. Czesław Szewczyk publikuje informacje o grobach żołnierzy 1 Dywizji także na innych nekropoliach:
- Cloppenburg – cmentarz katolicki
- Oberlangen – cmentarz Stalag VI C
- Osterbrock w powiecie Emsland
- Cmentarz Wojenny Reichswald w Kleve (Niemcy)
- Münster – cmentarz leśny
- Thuine – cmentarz katolicki.
- Polski Cmentarz Wojskowy w Lommel - Powstał on w 1946 roku z inicjatywy władz brytyjskich, dla polskich żołnierzy poległych podczas wyzwolenia Belgii. Przeniesiono tu szczątki polskich żołnierzy z różnych zakątków kraju. 1 Dywizji Pancernej gen. Stanisława Maczka oraz Dywizjonów 302, 308 i 317 Polskich Sił Powietrznych w Wielkiej Brytanii.